# Richard Tantzen
Richard Hinrich Tantzen (* 12. Dezember 1888 in Hoffe; † 30. Januar 1966 in Oldenburg) war ein deutscher Jurist, Verwaltungsbeamter und Politiker (FDP).

## Leben und Beruf
Richard Tantzen wurde am 12. Dezember 1888 in Hoffe bei Abbehausen geboren. Er entstammte einer alteingesessenen und angesehenen Butjadinger Bauernfamilie. Sein Vater, Gustav Diedrich Tantzen (1865–1937), war in seiner Heimatstadt über drei Jahrzehnte Gemeindevorsteher. Nach dem Abitur an der Städtischen Oberrealschule Oldenburg studierte er ab 1907 Rechtswissenschaften an den Universitäten Marburg, Lausanne, München und Berlin. 1910 trat er in den oldenburgischen Staatsdienst ein. Als Soldat nahm er am Ersten Weltkrieg teil und wurde schwer verwundet. Ab 1923 war er als Amtsrichter in Jever tätig. Im Sommer 1927 wechselte er als Beamter ins oldenburgische Staatsministerium und übernahm dort als Ministerialrat die Leitung der Landwirtschaftlichen Abteilung und des Staatlichen Siedlungsamtes.
Der Schwerpunkt seiner Arbeit war bis 1949 die Siedlungspolitik, bei der er, den Bestimmungen des Reichssiedlungsgesetzes folgend, für eine umfassende Innere Kolonisation unerschlossener Landstriche, vorrangig der südoldenburgischen Moore sorgte. Unter seiner Leitung gründete die Behörde eine große Zahl von Siedlungen und Dörfern. 1934 wurde Tantzen gleichzeitig Vorsitzender des Denkmalrates und Landesbeauftragter für Naturschutz und setzte sich für die Belange von Natur- und Denkmalschutz gleichberechtigt neben der Ausweisung neuer Siedlungsflächen ein. Zusätzlich wurde er 1934/35 auch als Richter am Oberverwaltungsgericht Oldenburg tätig.
Nach dem Zweiten Weltkrieg wurde Tantzen seiner Ämter enthoben und ab Mai 1945, wie andere ehemals leitende Beamte auch, ein halbes Jahr lang im Lager Esterwegen interniert. Erst später konnte er seine Verwaltungstätigkeit wieder aufnehmen. 1953 trat er in den Ruhestand. Von 1951 bis 1956 war er Vorsitzender des Oldenburger Landesvereins für Geschichte, Natur- und Heimatkunde und von 1961 bis zu seinem Tode Vorsitzender der von ihm gegründeten Oldenburg-Stiftung.
Weiterhin war Tantzen langjährig in verschiedenen weiteren Gremien als Vorstand tätig, so etwa im Mellumrat, im Marschenrat, im Niedersächsischen Heimatbund sowie in der Historischen Kommission für Niedersachsen und Bremen und in der Familienkundlichen Kommission für Niedersachsen und Bremen. Bereits 1927 gehörte er zu den Mitbegründern der Oldenburgischen Gesellschaft für Familienkunde, dessen Vorsitz er von 1932 bis 1965 übernahm.
Richard Tantzen starb am 30. Januar 1966 in Oldenburg.

## Politik
Vom 1. Mai 1933 an war Tantzen Mitglied der NSDAP, der NSV, ab 1934 des NS-Rechtswahrerbundes und ab 1937 des DRK. Nach dem Krieg trat er 1945 in die FDP ein und wurde am 14. September 1955 als niedersächsischer Kultusminister in die von Ministerpräsident Heinrich Hellwege geführte Landesregierung berufen. Aus Protest gegen eine Rede von Hans-Christoph Seebohm trat er am 28. Februar 1956 von seinem Amt zurück.

## Heimatforschung
Seit Anfang der 1920er-Jahre verfasste Tantzen zahlreiche Schriften und Aufsätze zu heimatbezogenen Sachthemen. Seine Schwerpunkte setzte er bei Familienkunde, Heimatkunde und Siedlungswesen. Daneben widmete er sich auch der Storchenforschung und den Seevogelschutzgebieten, wozu er ebenfalls umfassend publizierte.

## Auszeichnungen
Für seine Verdienste wurde er 1954 mit dem Bundesverdienstkreuz 1. Klasse, 1960 mit dem Großen Bundesverdienstkreuz und 1962 mit dem Niedersächsischen Verdienstorden ausgezeichnet.